# Villiers-sur-Marne
Villiers-sur-Marne település Franciaországban, Val-de-Marne megyében. Lakosainak száma 32 547 fő (2022. január 1.). Villiers-sur-Marne Noisy-le-Grand, Bry-sur-Marne, Champigny-sur-Marne és Le Plessis-Trévise községekkel határos.

## Népesség
A település népessége az elmúlt években az alábbi módon változott:
| Lakosok száma | 28 190 | 28 511 | 29 407 | 28 456 | 28 592 | 28 895 | 29 672 | 30 669 | 32 547 |
|               | 2013   | 2015   | 2016   | 2017   | 2018   | 2019   | 2020   | 2021   | 2022   |